# Ружанково
Ружанково (пол. Różankowo) — село в Польщі, у гміні Лисомиці Торунського повіту Куявсько-Поморського воєводства.
Населення — 333 особи (2011).
У 1975-1998 роках село належало до Торунського воєводства.

## Демографія
Демографічна структура станом на 31 березня 2011 року:
|          | Загалом | Допрацездатний вік | Працездатний вік | Постпрацездатний вік |
| -------- | ------- | ------------------ | ---------------- | -------------------- |
| Чоловіки | 169     | 42                 | 117              | 10                   |
| Жінки    | 164     | 34                 | 102              | 28                   |
| Разом    | 333     | 76                 | 219              | 38                   |